# Artabotrys harmandii
Artabotrys harmandii este o specie de plante angiosperme din genul Artabotrys, familia Annonaceae, descrisă de Achille Eugène Finet și François Gagnepain. Conform Catalogue of Life specia Artabotrys harmandii nu are subspecii cunoscute.